# Wakefield (comté de Sussex, Virginie)
Pour les articles homonymes, voir Wakefield (homonymie).
Wakefield est une municipalité américaine située dans le comté de Sussex en Virginie.
Selon le recensement de 2010, Wakefield compte 927 habitants. La municipalité s'étend sur 1,29 mille carré (3,34 km2) dont 0,04 mille carré (0,1 km2) d'étendues d'eau.
Wakefield est une municipalité depuis 1902. Elle est nommée par William et Otelia Mahone, dirigeants du chemin de fer local, en référence au roman Le Vicaire de Wakefield d'Oliver Goldsmith.
Wakefield est connue pour accueillir le Virginia Diner, un restaurant se proclamant « la capitale mondiale de la cacahuète »,.